# Чиніджано
Чиніджано (італ. Cinigiano) — муніципалітет в Італії, у регіоні Тоскана,  провінція Гроссето.
Чиніджано розташоване на відстані близько 145 км на північний захід від Рима, 100 км на південь від Флоренції, 27 км на північний схід від Гроссето.
Населення — 2653 особи (2014).

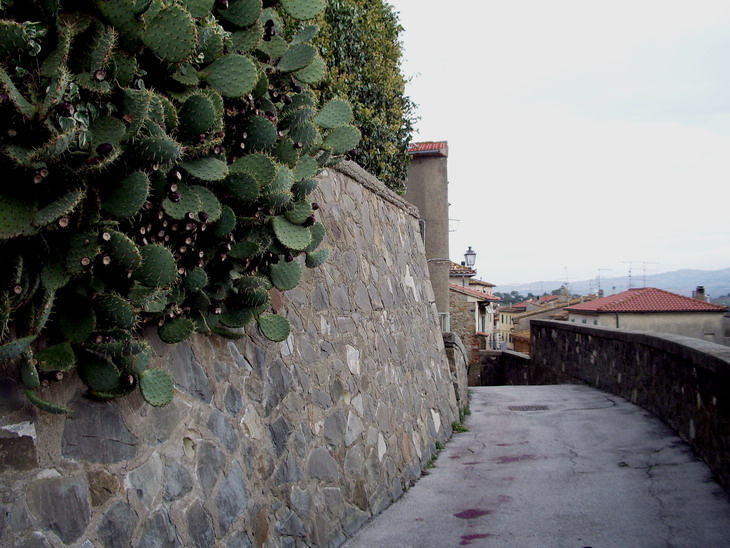

Щорічний фестиваль відбувається 29 вересня. Покровитель — святий Михайло.

## Демографія
Населення за роками:

Станом на 1 січня 2023 року в муніципалітеті офіційно проживали 452 іноземці з 41 країни, серед них 171 громадянин країн Євросоюзу та 8 громадян України.

## Сусідні муніципалітети
- Арчидоссо
- Кампаньятіко
- Кастель-дель-П'яно
- Чивітелла-Паганіко
- Монтальчино